# Hakkari (province)
Pour les articles homonymes, voir Hakkari.
La province de Hakkari (ou de Colemerg en kurde) est une des 81 provinces de la Turquie.
Sa préfecture se trouve dans la ville éponyme de Hakkari.

## Géographie
Sa superficie est de 7 121 km2.
La province est frontalière de l'Irak et de l'Iran (des autres parties du Kurdistan), ce qui en fait à la fois une région de trafics (notamment de pétrole) et à la fois un bastion du PKK. Dans les années où le PKK n'était pas influent, la province de Hakkarî fut, avec d'autres provinces telles que Sirnak, une base arrière des peshmerga kurdes, notamment ceux du Parti démocratique du Kurdistan.

## Population
Au recensement de 2000, la province était peuplée d'environ 236 581 habitants, soit une densité de population d'environ 33 hab./km2. La province est peuplée en majorité de Kurdes. Elle était le refuge, jusqu'aux massacres des assyriens de 1914 à 1917, de communautés chrétiennes de l'Église apostolique assyrienne de l'Orient. Qotchanès fut le siège patriarcal de l'Église du XVIIe siècle jusqu'en 1915.

Les quatre districts de la province de Hakkari.

| 2000    | 2001    | 2002    | 2003    | 2004    | 2005    | 2006    |
| ------- | ------- | ------- | ------- | ------- | ------- | ------- |
| 223 264 | 226 676 | 229 839 | 232 966 | 236 234 | 239 606 | 243 055 |

| 2007    | 2008    | 2009    | 2010    | 2011    | 2012    | 2013    |
| ------- | ------- | ------- | ------- | ------- | ------- | ------- |
| 246 469 | 258 590 | 256 761 | 251 302 | 272 165 | 279 982 | 273 041 |

| 2014    | 2015    | 2016    | 2017    | 2018    | 2019    | 2020    |
| ------- | ------- | ------- | ------- | ------- | ------- | ------- |
| 276 287 | 278 775 | 267 813 | 275 761 | 286 470 | 280 991 | 280 514 |

| 2021    | 2022    | 2023    | - | - | - | - |
| ------- | ------- | ------- | - | - | - | - |
| 278 218 | 275 333 | 287 625 | - | - | - | - |

## Administration
La province est administrée par un préfet.

## Subdivisions
La province est divisée en quatre districts :
- Çukurca
- Hakkari
- Şemdinli
- Yüksekova